# Еланский, Николай Филиппович
Николай Филиппович Еланский (род. 13 августа 1946 года) — советский и российский эколог, метеоролог, специалист в области исследований состава атмосферы, член-корреспондент РАН (2011).

## Биография
Родился 13 августа 1946 года.
В 1970 году — окончил физический факультет МГУ.
В 1998 году — защитил докторскую диссертацию.
В 2005 году — присвоено учёное звание профессора.
Заведующий отделом исследований состава атмосферы Института физики атмосферы имени А. М. Обухова РАН.
В 2011 году — избран членом-корреспондентом РАН.

## Научная деятельность
Область научной деятельности:
- исследование малых примесей в атмосфере, развитие методов их наблюдений с земли, самолетов и космических аппаратов;
- организация и проведение измерений состава атмосферы и солнечной радиации, статистический анализ данных;
- численное моделирование фотохимических и динамических процессов в атмосфере;
- исследование последствий изменений состава атмосферы.

Основные научные результаты:

разработаны алгоритмы определения содержания озона и других примесей в атмосфере по наблюдениям с космических аппаратов и наземных станций, определены механизмы воздействия различных динамических и фотохимических процессов на содержание малых примесей в атмосфере, проведены измерения состава атмосферы в различных районах земного шара и определены особенностей их пространственной и временной изменчивости.
Автор (и соавтор) 160 публикаций в российских и зарубежных изданиях.

### Научно-организационная деятельность
- организатор и научный руководитель системы наблюдений тропосферного озона и двуокиси азота, которая входит в мировые сети глобального мониторинга атмосферы GAW и NDSC;
- научный руководитель Кисловодской высокогорной научной станции ИФА РАН;
- участник российско-американских космических проектов: METEOR-3/TOMS; METEOR-3/SAGE-3;
- руководитель многих национальных и международных проектов, в частности: «Мелодия», «Лазурь», ECCA, TRIDES, TROICA;
- научный руководитель работ по созданию передвижной железнодорожной лаборатории.
- член Международной комиссии по атмосферному озону;
- председатель секции по атмосферному озону в Национальном геофизическом комитете;
- председатель общероссийского семинара по атмосферному озону
- председатель и сопредседатель ежегодной школы молодых ученых по малым атмосферным примесям.

## Награды
- Заслуженный деятель науки Российской Федерации (2006)[4]
- Почётное звание «Герой окружающей среды» (Национальное управление океанических и атмосферных исследований (NOAA) США, за 2004 год) — за научные достижения в области исследований атмосферы и активное участие в международных проектах (TROICA, SOLVE и др.)[3]